# Kościół św. Antoniego z Padwy w Proszkowie
Kościół św. Antoniego Padewskiego w Proszkowie – kościół parafialny w agromiasteczku Proszkowo na Białorusi, w obwodzie witebskim. Przy kościele znajduje się cmentarz parafialny. Historycznie kościół nosił również wezwanie św. Jana lub św. Rafała.

## Historia i współczesność
Zgodnie ze Słownikiem geograficznym Królestwa Polskiego i innych krajów słowiańskich dawniej we wsi znajdowała się katolicka drewniana kaplica filialna. Obecna drewniana świątynia została wzniesiona pod koniec XIX w. W czasach sowieckich budynek był zamknięty i opuszczony. W latach 90. XX w. został zwrócony wiernym i odrestaurowany.

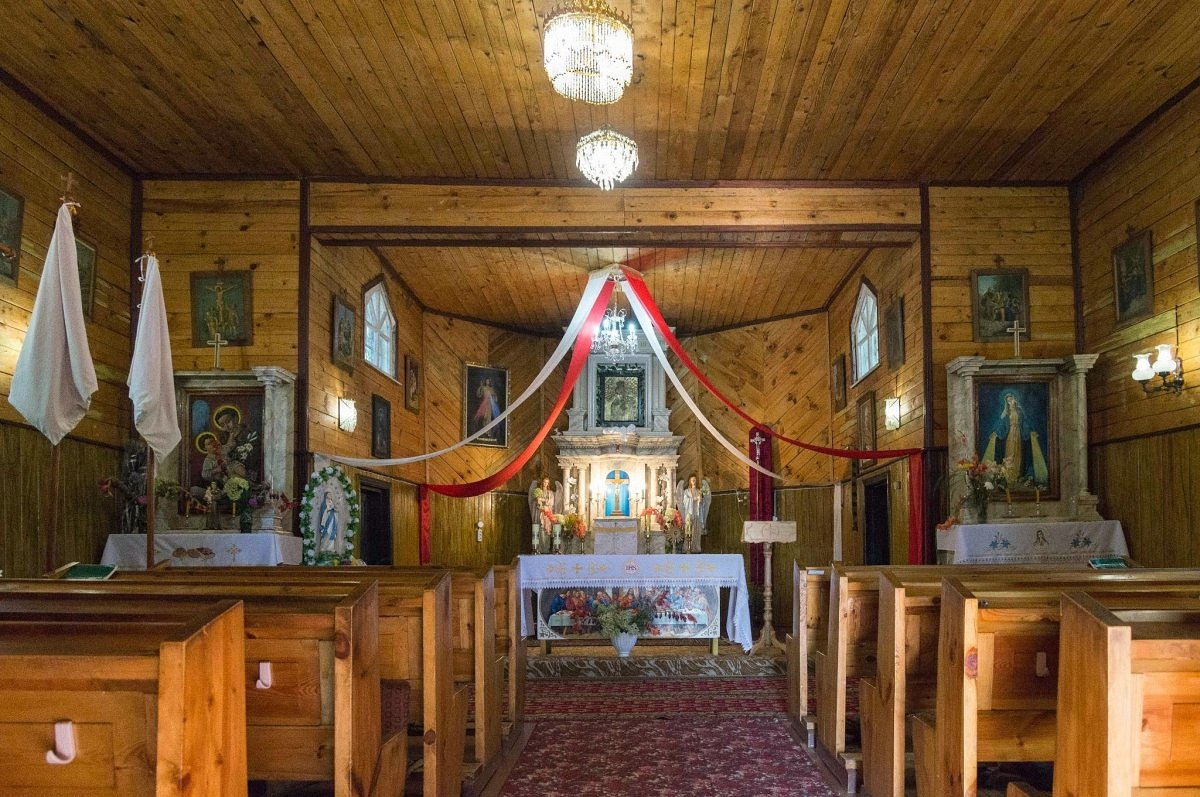
Wnętrze kościoła